# Tiro ai Giochi della I Olimpiade - Carabina militare
Il torneo di carabina militare dei Giochi della I Olimpiade fu uno dei cinque eventi sportivi, riguardanti il tiro a segno dei primi Giochi olimpici moderni, tenutosi ad Atene, l'8 e 9 aprile 1896.
Hanno partecipato alla competizione 42 atleti provenienti da sette nazioni. La gara, che si svolse nel poligono di Kallithea, era riservata ai soli atleti maschi, come tutte le competizioni dell'Olimpiade di Atene 1896.
Ogni partecipante sparava metà dei suoi colpi il primo giorno e la metà il secondo, per un totale di 40 colpi, divisi in quattro sequenze di dieci spari; la distanza era fissata a 200 m. Quando la mattina del 9 aprile la competizione finì, il greco Pantelīs Karasevdas, studente di giurisprudenza, aveva colpito tutti i 40 bersagli, con un punteggio totale di 2.350 punti. Pavlos Pavlidīs, che aveva centrato 38 volte il bersaglio, si classificò secondo.

## Risultati
| Piazz. | Tiratore                   | Punteggio                  | Colpiti                    | 1           | 2           | 3           | 4           |
| ------ | -------------------------- | -------------------------- | -------------------------- | ----------- | ----------- | ----------- | ----------- |
|        | Pantelīs Karasevdas        | 2.350                      | 40                         | 480         | Sconosciuto | Sconosciuto | Sconosciuto |
|        | Pavlos Pavlidīs            | 1.978                      | 38                         | Sconosciuto | Sconosciuto | Sconosciuto | Sconosciuto |
|        | Nikolaos Trikoupīs         | 1.713                      | 34                         | Sconosciuto | Sconosciuto | Sconosciuto | Sconosciuto |
| 4      | Anastasios Metaxas         | 1.701                      | Sconosciuto                | Sconosciuto | Sconosciuto | Sconosciuto | Sconosciuto |
| 5      | Geōrgios Orfanidīs         | 1.698                      | Sconosciuto                | Sconosciuto | Sconosciuto | Sconosciuto | Sconosciuto |
| 6      | Viggo Jensen               | 1.640                      | 30                         | Sconosciuto | Sconosciuto | Sconosciuto | Sconosciuto |
| 7      | Georgios Diamantis         | 1.456                      | Sconosciuto                | Sconosciuto | 384         | Sconosciuto | Sconosciuto |
| 8      | Albert Baumann             | 1.294                      | Sconosciuto                | Sconosciuto | Sconosciuto | Sconosciuto | Sconosciuto |
| 9      | Iōannīs Theofilakīs        | 1.261                      | Sconosciuto                | Sconosciuto | 312         | Sconosciuto | Sconosciuto |
| 10     | Sidney Merlin              | 1.156                      | Sconosciuto                | 477         | Sconosciuto | Sconosciuto | Sconosciuto |
| 11     | Alexios Fetsios            | 0.894                      | Sconosciuto                | Sconosciuto | 272         | Sconosciuto | Sconosciuto |
| 12     | Eugen Schmidt              | 0.845                      | 12                         | Sconosciuto | Sconosciuto | Sconosciuto | Sconosciuto |
| 12     | Spiridon Stais             | 0.845                      | Sconosciuto                | Sconosciuto | Sconosciuto | Sconosciuto | Sconosciuto |
| 14-41  | Charles Waldstein          | Sconosciuto                | Sconosciuto                | 354         | 154         | Sconosciuto | Sconosciuto |
| 14-41  | Machonet                   | Sconosciuto                | Sconosciuto                | Sconosciuto | Sconosciuto | Sconosciuto | Sconosciuto |
| 14-41  | Giuseppe Rivabella         | Sconosciuto                | Sconosciuto                | Sconosciuto | Sconosciuto | Sconosciuto | Sconosciuto |
| 14-41  | Aristovoulos Petmezas      | Sconosciuto                | Sconosciuto                | Sconosciuto | Sconosciuto | Sconosciuto | Sconosciuto |
| 14-41  | Albin Lermusiaux           | Sconosciuto                | Sconosciuto                | Sconosciuto | Sconosciuto | Sconosciuto | Sconosciuto |
| 14-41  | G. Karagiannopoulos        | Sconosciuto                | Sconosciuto                | Sconosciuto | Sconosciuto | Sconosciuto | Sconosciuto |
| 14-41  | 22 greci, nomi sconosciuti | Sconosciuto                | Sconosciuto                | Sconosciuto | Sconosciuto | Sconosciuto | Sconosciuto |
| –      | Holger Nielsen             | Ritirato dopo due sessioni | Ritirato dopo due sessioni | Sconosciuto | Sconosciuto | Ritirato    | Ritirato    |